# Tesfaye Jifar
Tesfaye Jifar (23 april 1976) is een Ethiopische langeafstandsloper, die is gespecialiseerd in de halve en de hele marathon. Hij is het meest bekend om zijn overwinning in de New York City Marathon van 2001.

## Loopbaan
Jifar won drie keer een medaille op het wereldkampioenschap halve marathon. Hij won brons in 1999 en 2000 en zilver in 2001 met slechts één seconde achterstand op Haile Gebrselassie.
Hij won de New York City Marathon in 2001 met een tijd van 2:07.43. Dat is nog steeds het parcoursrecord. Hetzelfde jaar werd hij tweede op de Tokyo International Marathon, won hij de São Silvestre in Brazilië, werd vierde op de marathon van Londen en werd zevende op de marathon tijdens de wereldkampioenschappen in Edmonton.
Op de marathon van Amsterdam van 1999 werd Tesfaye Jifar tweede. Hij verbrak daarbij tevens het Ethiopische record van Belayneh Densamo met zijn tijd van 2:06.49. Dit was tevens zijn persoonlijk record.
Jifar is sinds zijn veertiende aan één oog blind.

## Persoonlijke records
| Onderdeel      | Prestatie | Datum           | Plaats    |
| -------------- | --------- | --------------- | --------- |
| 15 km          | 43.28     | 5 mei 2002      | Brussel   |
| halve marathon | 1:00.04   | 7 oktober 2001  | Bristol   |
| 30 km          | 1:29.00   | 14 april 2002   | Londen    |
| marathon       | 2:06.49   | 17 oktober 1999 | Amsterdam |

## Palmares

### 10 km
- 2001:  Corrida Internacional de San Fernando in Punta del Este - 28.53

### 15 km
- 2000:  São Silvestre - 43.59
- 2001:  São Silvestre - 44.15

### halve marathon
- 1999:  WK - 1:01.51
- 2000:  WK - 1:03.50
- 2001:  halve marathon van Addis Ababa - 1:04.42
- 2001:  WK - 1:00.04
- 2002: 4e halve marathon van Lissabon - 1:00.33
- 2002: 5e WK - 1:01.11
- 2005: 5e halve marathon van Vilamoura - 1:02.39

### marathon
- 1998: 7e Konmarathon in Den Haag - 2:22.13
- 1999:  marathon van Amsterdam - 2:06.48.1
- 2000: 15e Chicago Marathon - 2:16.01
- 2001:  marathon van Tokio - 2:11.07
- 2001: 4e Londen Marathon - 2:09.45
- 2001: 7e WK - 2:16.52
- 2001:  New York City Marathon - 2:07.43
- 2002: 9e marathon van Londen - 2:09.50
- 2005: 5e marathon van Enschede - 2:12.44